# 앙카라 성

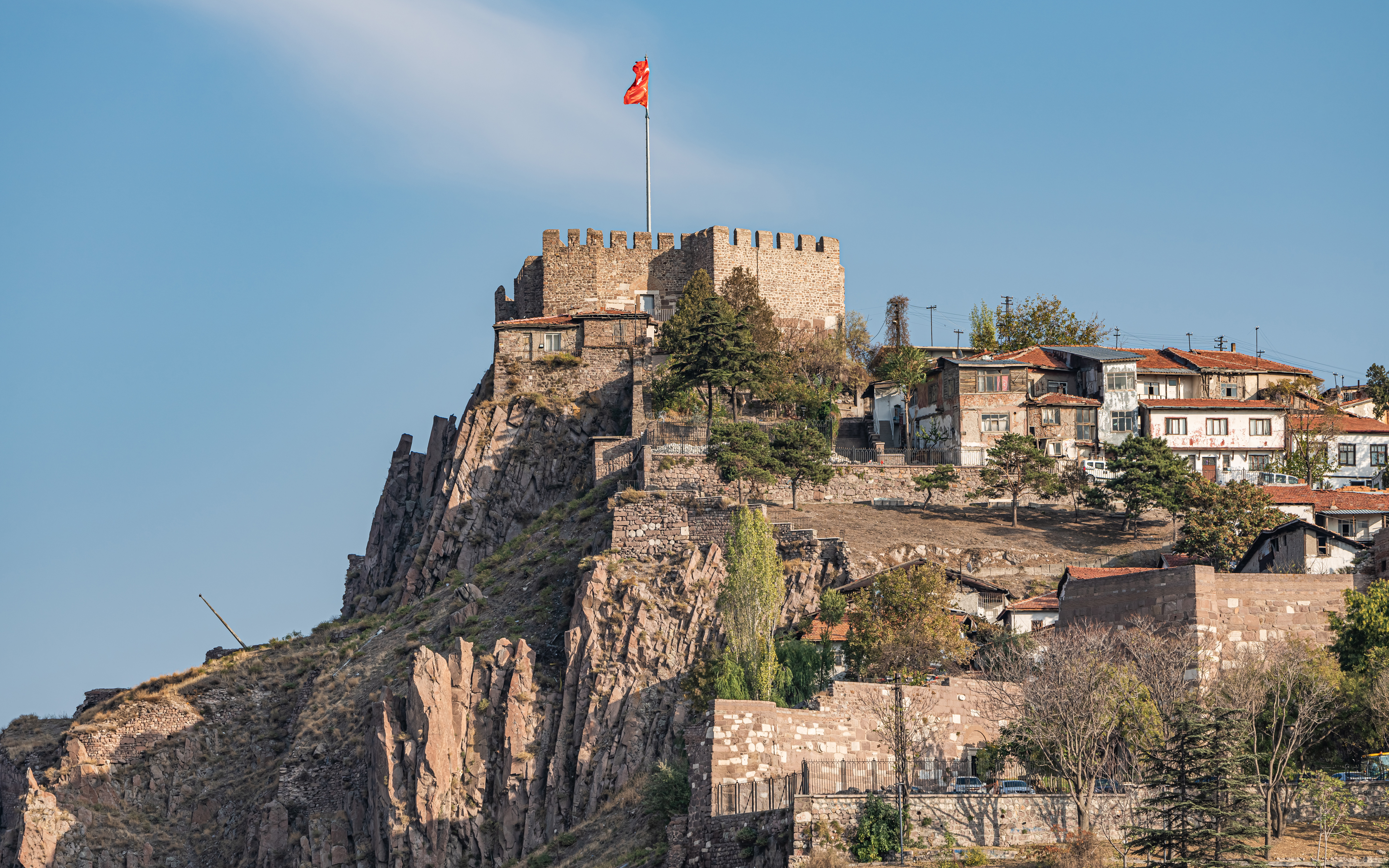
앙카라 성

앙카라 성(튀르키예어: Ankara Kalesi)은 터키 앙카라에 위치한 성채이다. 정확한 건축 연대는 알려지지 않는다. 앙카라는 로마 제국과 비잔틴 제국의 지배를 차례로 받는다. 그 이후 1073년에 셀주크 투르크가 이 지역을 정복했다. 그러나 1101년에 십자군이 공격해 이 지역을 수복했고, 셀주크 투르크는 1227년이 되어서야 다시 이 지역을 탈환했다. 앙카라 성은 1832년 오스만 제국의 치세 때 이브라힘 파샤의 명령에 따라 대대적인 수리를 했다.